# Janatha Colony, Anekal
Janatha Colony là một làng thuộc tehsil Anekal, huyện Bangalore Urban, bang Karnataka, Ấn Độ.